# Острогірське
Острогі́рське (до 07.09.1946 —  Граціянівка) — село в Україні, у Врадіївській селищній громаді Первомайського району Миколаївської області. Населення становить 288 осіб.

## Населення
Згідно з переписом УРСР 1989 року чисельність наявного населення села становила 336 осіб, з яких 151 чоловік та 185 жінок.
За переписом населення України 2001 року в селі мешкало 288 осіб.

### Мова
Розподіл населення за рідною мовою за даними перепису 2001 року:
| Мова       | Відсоток |
| ---------- | -------- |
| українська | 97,92 %  |
| російська  | 1,39 %   |
| молдовська | 0,69 %   |